# مريم سيديبي
مريم سيديبي ولدت في 1 يناير/كانون الثاني 1999, هي لاعبة كرة قدم إيفوارية محترفة تلعب كلاعب خط وسط في نادي الأمل السعودي للسيدات ومنتخب ساحل العاج.

## المسيرة الكروية
في سبتمبر/أيلول 2021، وقعت سيديبي مع نادي إس سي سي المحمدية في بطولة المغرب للسيدات.
أعلن نادي الأمل في 12 أغسطس/آب 2024 عن التعاقد مع سيديبي قبل ظهورها الأول في الدوري السعودي للسيدات. في 27 سبتمبر/أيلول 2024، دخلت التشكيلة الأساسية لفريق الأمل في مباراة الخسارة 2-6 أمام الأهلي، وسجلت الهدف الأول للفريق في الدوري الممتاز.

## المسيرة الدولية
تلقت سيديبي في يونيو/حزيران 2022 استدعاءً للانضمام إلى المنتخب الوطني الأول لمباراة ودية ضد المغرب. لعبت مباراتها الأولى في 23 يونيو/حزيران 2022 بالتعادل بدون أهداف.
استُدعت لمباريات الدور الأول من تصفيات كأس الأمم الأفريقية للسيدات 2024 ضد تنزانيا، حيث خرج الفريق بركلات الترجيح، وفشل في التأهل.

## روابط خارجية
- مريم سيديبي على الأرشيف الرياضي العالمي

- مريم سيديبي  على سكروي